# Asticta stigmata
Asticta stigmata is een vlinder uit de familie van de spinneruilen (Erebidae). De wetenschappelijke naam van de soort is voor het eerst geldig gepubliceerd in 1911 door Wileman.